# Korba (zespół muzyczny)
Korba – polski zespół rockowy, założony w 1985 w Trójmieście.

## Historia
Powstał na bazie kwartetu Cytrus, którego zalążek zaczął się krystalizować w czerwcu 1979.
Pierwsze występy zespołu, który działał pod patronatem laureata „Czerwonej Róży” – Klubu „Wysepka” w Gdańsku, miały miejsce w czasie klubowej trasy grupy „KWADRAT” po Gdańsku i okolicach (luty 1980).
W 1987 została wydana pierwsza płyta – Motywacje, na której znalazł się przebój „Biały rower” oraz „A statek płynie”.
W roku 1988 w miejsce tragicznie zmarłego basisty Waldka Kobielaka przyjęto Andrzeja Dawidowskiego z grupy Jaguar i w tym składzie w 1989 została nagrana druga płyta Korby – Sto papierów.
W 2006 wytwórnia Metal Mind Productions wydała kompilacyjny album zespołu zatytułowany Biały rower.

## Muzycy
- Marian Narkowicz †
- Waldemar Kobielak †
- Kazimierz Barlasz
- Andrzej Kaźmierczak †
- Leszek Ligęza
- Andrzej Dawidowski

## Dyskografia
- Motywacje (Polskie Nagrania „Muza”, 1987)
- Sto papierów (Polskie Nagrania „Muza”, 1989)
- Biały rower (Metal Mind Productions, 2006)